# Cornelius Relegatus

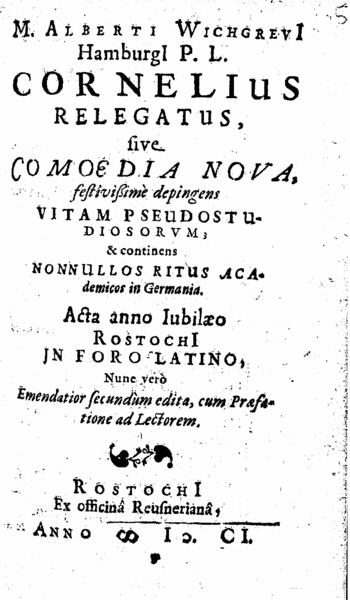
Titelblatt der zweiten Rostocker Auflage von 1601

Cornelius Relegatus (lat. „der von der Universität verwiesene Cornelius“), auch „der verbummelte Cornelius“, ist eine im Jahre 1600 beim Universitätsjubiläum in Rostock uraufgeführte Theaterkomödie von Albert Wichgreve (um 1575–1619), die auf satirische Weise die unrühmliche Laufbahn eines gescheiterten Studenten des 16. Jahrhunderts schildert und für lange Zeit die Ansichten der Öffentlichkeit vom Leben eines Bummelstudenten prägte. Gleichzeitig ist das Stück ein Dokument der akademischen Sitten und Gebräuche des ausgehenden 16. Jahrhunderts.
Das Stück erzielte einen enormen Publikumserfolg mit außergewöhnlicher Langzeitwirkung, war aber das einzige Erfolgsstück seines Autors.

## Überlieferungs- und Rezeptionsgeschichte
Der Originaltitel des Stückes lautete:
CORNELIUS RELEGATUS SIVE COMOEDIA NOVA, FESTIVISSIME DEPINGENS VITAM PSEUDOSTUDIOSORUM, & CONTINENS NONNULLOS RITUS ACADEMICOS IN GERMANIA
(deutsch: Der von der Hochschule verwiesene Cornelius oder eine neue Komödie, die aufs vortrefflichste das Leben der Möchtegern-Studenten beschreibt und einige akademische Bräuche in Deutschland enthält)
Die zweite Auflage des Stückes erschien bereits im Jahre 1601/2 in Rostock (VD 17-Nummer: 23:281653E), die dritte im Jahre 1602 in Leipzig (VD 17-Nummer: 3:004240M). Ein wahrscheinlich unautorisierter Nachdruck erschien in Halle/Saale ohne Datum, textkritische Untersuchungen zeigten, dass er der Erstausgabe am ähnlichsten ist und man seine Entstehungszeit so ebenfalls auf 1600/1 datieren kann. Ein weiterer Druck erfolgte 1615 in Altdorf (VD 17-Nummer: 75:694101E).
Im Jahr 1605 verfasste Johannes Sommer eine deutsche Version, die in Magdeburg erschien:
CORNELIUS RELEGATUS. Eine Newe lustige Comoedia, welche gar artig der falschgenanten Studenten leben beschreibet. Erstlich in Lateinischer Sprach beschrieben / Durch M.Albertum VVichgrevium Hambur. Jetzo aber auff vieler ansuchen und begehr in Teutsche Sprach ubersetzt
Sommers Komödie ist weitestgehend eine Übertragung des lateinischen Textes in deutsche Knittelverse mit nur geringen inhaltlichen Änderungen. Während Wichgreves Text in seinen diversen Auflagen noch in zahlreichen Exemplaren in deutschen Bibliotheken und Archiven erhalten ist, sind von Sommers Cornelius relegatus nur noch zwei Exemplare bekannt, eines in der Biblioteka Jagiellońska, Kraków (vormals im Besitz der Preußischen Staatsbibliothek Berlin), und eines in der Biblioteka Uniwersitecka, Wrocław. Die Göttinger Staats- und Universitätsbibliothek besitzt zudem Microfiche-Aufnahmen eines mittlerweile verschollenen Exemplars ihres Bestandes.
Nicht nachweisen lässt sich ein Druck von Sommers Text, der ebenfalls 1605 in Magdeburg bei einem anderen Drucker gefertigt worden sein soll. Auch ist bislang kein Exemplar einer in der Literatur und in Bibliographien häufig genannten Auflage aus dem Jahre 1618 nachzuweisen.
Der Text war so beliebt, dass in der Folgezeit auch andere Autoren ähnliche Studentenkomödien verfassten, um von dem Erfolg des Cornelius zu profitieren, und auch in nichtliterarischen Kunstformen wurde das Motiv des Bummelstudenten – zum Teil im direkten Zusammenhang mit der Komödie – aufgenommen.
Der Künstler Jacob van der Heyden (1573–1645) veröffentlichte in Straßburg in den Jahren 1608 und 1618 in mehreren Auflagen eine Kupferstichfolge mit dem Titel „Speculum Cornelianum. Pugillus facetiarum iconographicarum“ (deutsch: „Cornelscher Spiegel. Ein handvoll drolliger Einfälle in Bildern“) und dem deutschen Untertitel „Allerhand Kurtzweilige Stücklein, allen Studenten furnemblich zu Lieb ....“. Die einzelnen Blätter zeigten die wichtigsten Passagen des Theaterstückes. Im Jahre 1879 wurden die Blätter nachgedruckt.
Dem Thema widmete sich auch 1624 der Berliner Künstler Peter Rollos und publizierte 58 Kupferstichtafeln unter dem Titel „Vita Corneliana emblematibus in aes artificiose incisa ...“ (deutsch: „Corneliansche Lebensbeschreibung, mit kunstvollen Bildwerken in Kupfer geschnittenen ...“), der deutsche Untertitel lautete „das ist das gantze Leben Cornelii, mit ausserlesenen gemelten in Kupfer gestochen ...“
Das Thema des Cornelius war im 17. Jahrhundert so populär, dass es im akademischen Umfeld vielfach zitiert wurde. Ein Beispiel ist eine im Germanischen Nationalmuseum in Nürnberg ausgestellte Preismedaille der Universität Altdorf für besondere Leistungen aus dem Jahre 1615, die sich ausgerechnet eines Motivs des verbummelten Studenten Cornelius bediente.

## Der Inhalt

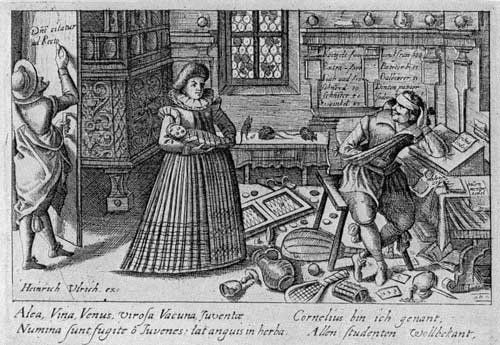
Cornelius bin ich genant, allen Studenten wolbekant, Kupferstichblatt aus dem Speculum Cornelianum von 1608/1618

Die Komödie behandelt satirisch die akademische Laufbahn eines jungen Mannes namens Cornelius, der als junger Student an der Universität sofort allen dort vorhandenen Lastern erliegt und kläglich scheitert. Ein glücklicher Zufall bringt dann aber noch eine Wende, und die Geschichte bekommt ein Happy End.
Das Stück beginnt damit, dass Cornelius von den Eltern an die Universität geschickt wird, obwohl schon böse Vorahnungen die Familie plagen.
An der Universität hat der junge Mann dann die zeitüblichen Aufnahmerituale der Deposition zu erdulden, bevor die Aufnahmeprüfung durch einen Professor und die Immatrikulation durch den Rektor erfolgen.
Kaum immatrikulierter Student, beginnt Cornelius mit dem Lotterleben. Gleich das erste Trinkgelage endet mit nächtlichen Exzessen, es folgen Verhaftung und Verurteilung durch die akademische Gerichtsbarkeit. Als Nächstes wird Cornelius von seinen Gläubigern beim Rektor verklagt.
Danach häufen sich weitere Unglücksfälle: Cornelius wird auf zehn Jahre relegiert, das heißt von der Universität verwiesen; er erfährt, dass seine Eltern tot sind und er enterbt ist und dass ihm gerade ein uneheliches Kind geboren worden ist, für das er zu sorgen hat. Als er sich an einem von der Decke herabhängenden Strick erhängen will, reißt der Strick ein Loch in die Decke, aus dem dort verborgene Geldsäcke auf ihn herabfallen.
Er beschließt, sich zu bessern und sich mit dem Geld ein neues Leben aufzubauen. Sein Fürst setzt sich für ihn ein und der Rektor nimmt ihn wieder an die Universität auf.

## Der Name „Cornelius“
Der Name des „Cornelius“ ist nicht zufällig gewählt. In der Studentensprache der damaligen Zeit bezeichnete das Wort cornelius einen negativen Gemütszustand ganz allgemein, aber auch einen vom übermäßigen Alkoholgenuss stammenden Kater.
Der Germanist Reinhold Köhler veröffentlichte in der Zeitschrift für deutsche Philologie im Jahre 1869 eine Abhandlung mit dem Titel „Cornelius, eine Ergänzung zum Deutschen Wörterbuche“, in der er darlegte, dass das Wort vom letzten Viertel des 16. Jahrhunderts bis in das 18. Jahrhundert eine ganz besondere, im 19. Jahrhundert bereits weitgehend vergessene Bedeutung gehabt habe. Es sei: „gleichbedeutend mit übler Laune, Unmut, Verstimmung, ganz besonders auch so viel wie Reue, Scham, Gewissensbisse. Er schließt zugleich alles ein, was wir heutzutage mit Katzenjammer bezeichnen, sowohl den physischen als den moralischen“.
Es sind für diese Zeit einige heitere, auf Lateinisch abgefasste „disputationes“ belegt, die sich mit den Ursachen des „Cornelius“ befassen. Typisch auch der folgende Text:
Das oft genandt Cornelius
Der gute Wein, bey finster Nacht
Gassatum gan, der Kleider Pracht,
Die Lieb zun Weibern toll und blind
Manchen allein die Ursach sind, 
Das offt genandt Cornelius
In sein Hertzen einziehen muss. – –
Es meynet ein jeder jung Student,
Den man nit immer Gelt zusendt,
Er hab auf sich ein Sorg gar schwer,
Cornelius der trück ihn sehr – –
Der Gast Cornelius genandt
Regiert daheim als hie so wol.
(Auszug aus: „Crucianus oder Studenten-Cornelius in einem teutschen colloquio“, 1627)

## Ausgaben
- CORNELIUS RELEGATUS, sive Comoedia Nova festivissime depingens vitam pseudostudiosorum. Rostock 1600 (RosDok)
- Cornelius Relegatus, zweite Auflage aus Rostock 1601/2 als Scan des Originals
- Digitalisat der Ausgabe Rostock 1602 (RosDok)
- Digitalisat der Ausgabe Leipzig 1602 (WDB) (MDZ)
- Digitalisat der Ausgabe Altdorf 1615 (UB Erlangen-Nürnberg)

### Übersetzungen
- Johannes Sommer, Cornelius relegatus (Magdeburg 1605). Kritische Ausgabe. Herausgegeben und kommentiert von Moritz Ahrens, Leonard Keidel, Thomas Wilhelmi u. a. (Sandersdorf-Brehna 2011).
- Digitalisat einer Übersetzung ins Deutsche von Rudolf Helm, Rostock 1919 (RosDok)